# Аменхотеп I
Аменхотеп I (Djeserkare Amenhotep) е вторият фараон от XVIII династия на Древен Египет. Също е известен като Аменофис I, елинизирана форма на името му. Неговото управление обикновено се датира ок. 1526/5 – 1506/4 г. пр.н.е.
Аменхотеп I (букв. „Амон е доволен“) е син на неговия предшественик Ахмос I и царица Ахмос-Нефертари. Той е определен за престолонаследник когато умират двамата му по-възрастни братя Ахмос-анкх и Ахмос-Сапаир, някъде след 17-а година от управлението на Ахмос I. Идвайки на власт може би непълнолетен, Аменхотеп I управлява заедно с неговата майка като регент. Той е женен за сестра си Яхмос-Меритамон, носеща титлата на главна съпруга. Вероятно има и втора жена, Ситкамос. Няма потомци, които могат да бъдат потвърдени със сигурност.
Според Манетон, управлението на Аменхотеп I продължава 21 години и 4 месеца, с което изследователите в общи линии са съгласни. Въпреки че не са открити официални надписи на Аменхотеп I по-късни от неговата 10-а година, текст в гробницата на придворния астролог Аменемхет потвърждава тезата за поне 21-годишно управление на Аменхотеп I. Неговата датировка е установена съгласно хелиакалния изгрев на Сотис (Сириус), документиран по надпис върху стела през 9-а година на управлението му, т.е. 1517 г. пр.н.е. според астрономическите изчисления, при предположението, че явлението е било наблюдавано от Тива. Съответно, управлението на Аменхотеп I се отнася към 1526 – 1504 г. пр.н.е., което е по-вероятно, предвид че столица на Египет по това време е Тива. Малцинство от учените смятат че мястото на наблюдението е Мемфис, което измества хронологията 20 години по-рано (т.е. ок. 1546 – 1524 г. пр.н.е.), но това остава по-непопулярното предположение.

## Управление
Управлението на Аменхотеп I е период на икономически просперитет, стабилност и политическа консолидация. Ахмос-Нефертари, майката на фараона, има определящо влияние като царица-регент и фактически съуправител на младия си син, когото изглежда надживява. Може би нейна е решаваща роля в издигането на Тутмос I като наследник на бездетния Аменхотеп I, предвид свидетелствата че тя запазва авторитета си при новия фараон. Ахмос-Нефертари е посмъртно обожествена заедно със сина си Аменхотеп I по времето на Тутмос I, който организира местния култ към тях в Деир-ел-Медина.

### Външна политика
В сравнение с неговия предшественик и наследник, военните успехи Аменхотеп I са по-малко значителни, а сведенията за тях се базират повече на предположения, отколкото на сигурни доказателства. При липсата на свидетелства за мащабни кампании, неговото управление изглежда като време на затишие и относителен мир, между обединителните войни на Ахмос I и завоеванията на Тутмос I. Аменхотеп I наследява царството, формирано от баща му и запазва господството над северна Нубия, но вероятно не се опитва да разшири границите в Леванта.
Автобиографичен текст в гробницата на военачалника Яхмос, син на Ебана, документира египетски победи срещу нубийците. Вероятно същата кампания е спомената в подобни надписи от гробницата на сановника Ахмос Pen-Nekhebet в Ел-Каб. В описанията се твърди за взети пленници, добитък, злато и няколко отрязани ръце на убити неприятелски предводители, които са представени от военачалниците като трофеи за фараона. Нубийският поход датиран към 7/8-а година на Аменхотеп I, представлява по-скоро потушаване на местно въстание и отблъсване на набези, отколкото опит за експанзия, тъй като няма данни за новоприсъединени територии. Южните граници на египетската власт по това време достигат до остров Саи, между втория и третия катаракт на Нил, където Аменхотеп I построява светилище. Съседното от юг кушитско племенно царство (Керма) продължава след поражението си да съществува като евентуална заплаха, до неговия разгром и анексиране при Тутмос I две десетилетия по-късно. Аменхотеп I трайно затвърждава военно присъствие и контрол върху земите покорени от Ахмос I, където основава египетски колонии и възстановява крепости от времето на Средното царство. Сведенията за назначения от фараона вице-крал в Нубия, на име Тури (Tjuroy), биха могли да се отнасят към 8-а година, както на Аменхотеп I, така и на неговия наследник Тутмос I.
Оскъдни и несигурни са сведенията за политиката на Аменхотеп I в Ханаан и Сирия. Неговата власт е засвидетелствана в Синай и оазисите в западната пустиня. Той провежда успешна експедиция срещу племето Кехек, чието местоположение не е изяснено (може би пустинни номади от запад или изток). Надпис от гробницата на сановника Аменемхет съдържа враждебно споменаване на царството Митани, разположено на североизток от Сирия, въпреки че това свидетелство би могло да бъде отнесено към по-късен период. Липсват данни за египетска военна активност в Леванта, но последвалите бързи успехи на Тутмос I в азиатската му кампания, може би са били предхождани от предполагаема дипломатическа и военна подготовка по времето на Аменхотеп I.

### Културно развитие и монументи
Подемът в изкуството и културата през управлението на Аменхотеп I донякъде представлява възраждане на стила и постиженията от епохата на Средното царство. За пръв път от късните години на 12-а династия, около три столетия по-рано, отново се осъществяват мащабни строителни проекти, главно в Горен Египет и особено край столицата Тива. Много монументи започнати от Аменхотеп I са завършени при неговия наследник, или не са оцелели, понеже са били използвани като строителен материал от по-късните фараони. Той издига малки храмове или светилища в Карнак, сред които малък алабастров параклис на Амун, реплика на подобна постройка от времето на Сенусрет I. В Абидос е завършено мемориално светилище в памет на баща му Ахмос I. В Дейр ел-Бахри е реставриран възпоменателния храм на Ментухотеп II, фараон от 11-а династия. В Ел-Каб е осветено светилище на Нехбет, възстановен е храм на Хатор в югозападен Синай, издигнати са различни малки строежи в Долна Нубия.
На придворния астроном Аменемхет, живял през управлението на Аменхотеп I, се приписва изобретяването на Воден часовник, както твърдят автобиографичните надписи от неговата гробница, въпреки че най-ранният открит такъв механизъм е датиран от времето на Аменхотеп III. Вероятно през царуването на Аменхотеп I е съставена книгата Амдуат (Онова което е в Дуат), част от „Книга на мъртвите“. Папирусът Еберс, датиран от този период, съдържа важни сведения за египетската медицина и документира хелиакалния изгрев на Сириус.

## Погребение и мумия
Аменхотеп I революционизира строенето на гробници като разделя гробницата си от погребалния си храм, поставяйки началото на тенденция, запазила се през цялото Ново Царство. Негов възпоменателен (т.е. мемориален или погребален) храм е издигнат край Дейр ел-Бахри, но от него е оцеляло много малко, тъй като половин век по-късно е разрушен, за да бъде освободено място за големия
Заупокоен храм на Хатшепсут. С голяма несигурност за негова гробница се приписва KV 39, която е може би първото погребение на фараон в Долина на царете, намиращо се в южния край на комплекса. Учените се съмняват че тази гробница въобще някога е била използвана от Аменхотеп I, тъй като там са открити картуши на Тутмос I, Тутмос II и Аменхотеп II, но липсват негови собствени. По-вероятното място на погребението е гробница ANB, в стария царски некропол западно от Тива, принадлежал на неговите предци от 17-а династия. Аменхотеп I, заедно с майка му и неговата сестра-съпруга са може би последните владетели положени там. В същия район (дн. Дра абу ел-Нага) се намира и предполагаемият втори възпоменателен храм на фараона, недалеч от гробницата му.
След смъртта на Аменхотеп I и Ахмос-Нефертари, те са почитани като богове-патрони и покровители на Дайр ел-Медина – основаното от тях селище на работниците от некропола. Местния култ към обожествените майка и син е бил честван с ежегодни празненства и ритуали в продължение на повече от осем века. Мумията на Аменхотеп I е открита в царския тайник DB-320 в Дейр ел-Бахри, заедно с тези на много други владетели и техните семейства. Това е единствената царска мумия която не е била подробно изследвана от египтолозите, за да не бъде повредена уникалната по рода си изцяло запазена маска от картонаж, която покрива лицето.